# Ohnastetter Bühl
Der Ohnastetter Bühl ist ein mit Verordnung des Regierungspräsidiums Tübingen vom 21. Dezember 1973 ausgewiesenes Naturschutzgebiet mit der Nummer 4.074. Ein Teil der Fläche wurde bereits im Jahr 1961 als Naturdenkmal Ohnastetter Heide unter Schutz gestellt.

## Lage
Das Naturschutzgebiet befindet sich im Naturraum Mittlere Kuppenalb. Es liegt an einem flachen Südhang westlich der Gemarkung Ohnastetten der Gemeinde St. Johann und ist Teil des FFH-Gebiets Nr. 7521–341 Albtrauf Pfullingen.

## Schutzzweck
Schutzzweck ist die Erhaltung der Halbtrockenrasen mit ihren artenreichen Pflanzengesellschaften.

## Flora
Das Gebiet ist seit langer Zeit als besonders reichhaltiger Orchideenstandort bekannt. Es kommen u. a. die folgenden Orchideenarten vor: Männliches Knabenkraut, Kleines Knabenkraut, Helm-Knabenkraut, Brand-Knabenkraut, Rotes Waldvöglein. An Enzianen wurden nachgewiesen: Frühlings-Enzian, Kreuz-Enzian, Gewöhnlicher Fransenenzian und Deutscher Fransenenzian.